# Men’s Health (Россия)
Men’s Health (с англ. — «Мужское здоровье»), — российский мужской журнал, выходивший в 1998—2019 годах, являлся российской версией американского журнала Men’s Health.

## История
В России журнал Men’s Health издавался с февраля 1998 года по январь 2020 года издательским домом Independent Media (с 2012 года — Sanoma Independent Media).
В 2005 году впервые на российском рынке мужской глянцевый журнал вышел в двух форматах — большом и малом. Обе версии журнала были одинаковы по содержанию и различались только размерами.
На ежегодном конкурсе «Лидер продаж» Ассоциации распространителей печатной продукции (АРПП) журнал Men’s Health становился победителем в тематической группе «Мужские издания» несколько лет подряд[когда?].
В 2005 году компания Rodale (основатель журнала Дж. И. Роудейл и владелец лицензии на его выпуск за пределами США) наградила российское издание Men’s Health премией «Best Advertising Performance» за лучшие продажи рекламы.
В 2006 году российский «Men’s Health» стал лауреатом премии «Best Circulation/Single-Copy Performance» за лучший рост тиража и продаж.
В 2009 году главный редактор российского издания Men’s Health Кирилл Вишнепольский был удостоен звания «Men’s Health Editor of the Year» как лучший главный редактор в международной сети «Men’s Health».
В 2011 году компания Rodale вторично наградила российский «Men’s Health» премией «Best Advertising Perfomance» за лучшие продажи рекламы. В том же году вышла версия журнала для iPad на русском языке.
В декабре 2019 года главный редактор Максим Семеляк объявил о закрытии журнала.
В 2021 году российская версия была перезапущена издательским домом Independent Media.
В 2022 году из-за вторжения России в Украину конгломерат Hearst прекратил сотрудничество с Россией и отозвал лицензию у издательского дома Independent Media.
Тираж каждого номера в 2012 году составлял более 230 тысяч экземпляров, аудитория — более 1 млн 400 тысяч человек (по данным «National Readership Survey»). Кроме бумажной, журнал существовал в версии для iPad, а также в электронном виде. Был представлен в социальных сетях Facebook, Твиттер, ВКонтакте.

## Распространение и тираж
Российское издание журнала «Men’s Health» распространялось на всей территории России и в странах СНГ общим тиражом 205 тыс. экземпляров (+ 26 тыс. цифровых копий):